# 384
| 384                |
| ------------------ |
| Dødsfald - Fødsler |
|                    |

| Gregoriansk kalender | 384 CCCLXXXIV           |
| Ab urbe condita      | 1137                    |
| Armensk kalender     | I/T                     |
| Kinesiske kalender   | 3080 – 3081 癸未 – 甲申 |
| Etiopisk kalender    | 376 – 377               |
| Jødisk kalender      | 4144 – 4145             |
| Hindukalendere       |                         |
| - Vikram Samvat      | 439 – 440               |
| - Shaka Samvat       | 306 – 307               |
| - Kali Yuga          | 3485 – 3486             |
| Iransk kalender      | 238 BP – 237 BP         |
| Islamisk kalender    | 245 BH – 244 BH         |

Se også 384 (tal)

## Født
- 9. september – Flavius Honorius, vestromersk kejser (død 423)